# Cesare I Martinengo

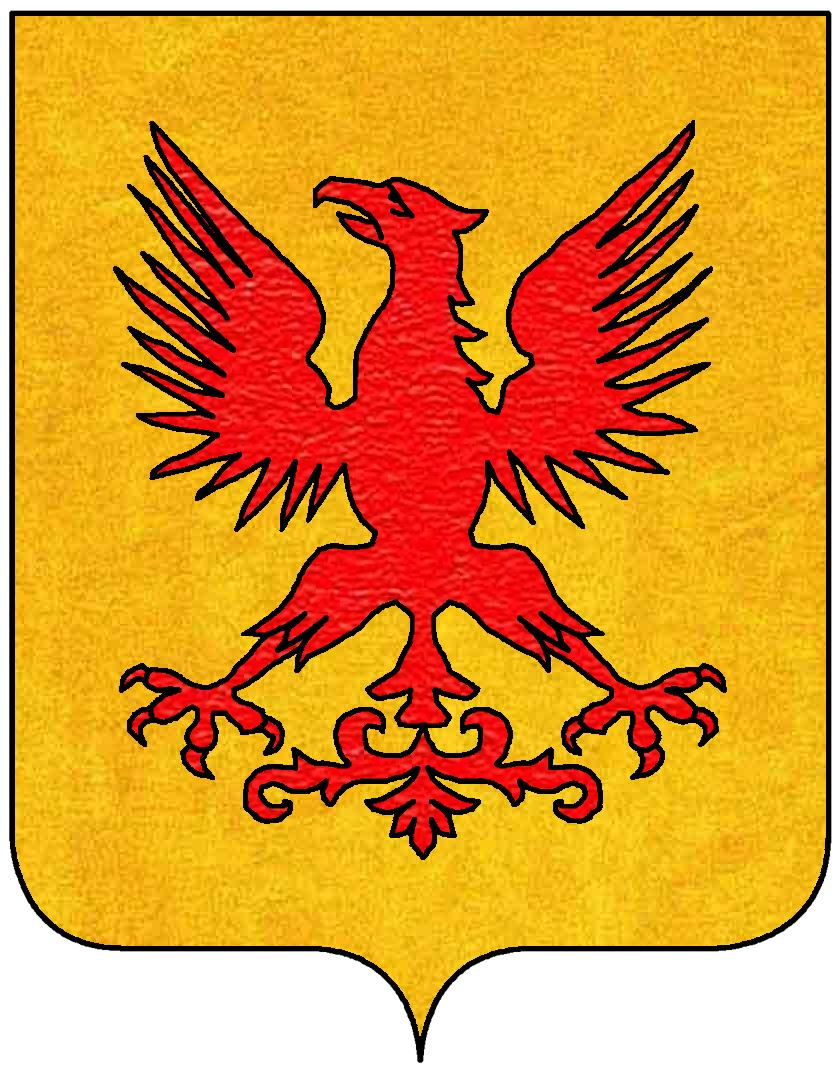
Stemma dei Martinengo

Cesare I Martinengo (1395 circa – Brescia, 1461) è stato un condottiero italiano.

## Biografia
Cesare Martinengo fu un esponente dalla nobile casata dei Martinengo, figlio di Gerardo Martinengo e di Caterina Ugoni. Fu conte di Orzivecchi e capostipite del ramo Martinengo Cesaresco.
Iniziò la sua lunga carriera militare nel 1419, nelle compagnie di Muzio Attendolo Sforza e fu un guerriero valoroso al soldo di diverse potenze dell'epoca, partecipando a numerose battaglie.

## Discendenza
Sposò Orsolina d'Arco ed ebbero otto figli:
- Agostino (1435-1465)
- Caterina (1435-1460)
- Ottaviano (?-1470)
- Giorgio (?-1478)
- Giovanni (?-1461)
- Fortunato (?-1475)
- Angela
- Francesca